# タイムボカン
『タイムボカン』（英語表記：Time Bokan）は、1975年10月4日から1976年12月25日までフジテレビ系列で、毎週土曜18:30 - 19:00（JST）に全61話が放映された、タツノコプロ制作のテレビアニメ。
2016年に制作・放送された本作品のリメイク作品については『タイムボカン24』を参照。同作品の放送に併せて、同年7月から9月までytvのMANPA枠にて本作品の傑作選が放送された。

## 概要
『タイムボカンシリーズ』の第1作目。本作品の企画は、ミニカーを売るためのアニメという発想で、1966年のアメリカ映画『グレート・レース』の影響を受けたカーレースものが源流である。1972年頃には「時空を超えた善悪のタイムマシンによるコミカルな競争」という本作品の企画が決定。『タンマー大混戦』や『ちょちょいのタンマー』『すっとびタンマー号』などのタイトルがつけられて、その時点でメカブトンのデザインは出来上がり、15分のパイロットフィルムを制作。このパイロットフィルムは第1話やオープニングに一部流用された。パイロットフィルムでの淳子は金髪だったため、テレビシリーズでは青の髪だった淳子の髪はその流用されたカットで金髪になっている。
タツノコプロでは当時、ハードなアクションものが続いたためギャグものを、ということだったが、ギャグにしてはタイムトラベルやメカの要素などが盛り込まれた本作品は、監督の笹川ひろしによると中途半端な印象を与えたといい、スポンサーがつかずに放映決定まで3年を要することになった。主人公の名前は当時の人気アイドルから取られ、野口五郎と天地真理から五郎と真理だったのが、放映が決定するまで3年の間、アイドルの人気の変遷から、真理が桜田淳子から取った淳子になっており、放送の決定後、タイトルが『タイムボカン』と改められた。本作品は後のシリーズ作品のように、主人公の2人もしくは1人が、変身してヒーローにならない唯一の作品である。丹平役の太田、淳子役の岡本、チョロ坊役の桂は次作の『ヤッターマン』においても主人公キャラを担当した。
丹平と淳子およびマージョは2つの山形の隆起がついたヘルメットを常に着用している。この隆起のモチーフは、キャラクターデザインを担当した天野嘉孝によれば、ブラジャーである。マージョ、グロッキー、ワルサーの「悪玉トリオ」には決まった名称は無いが、後年の出版物では便宜上「マージョ一味」と呼ばれている。木江田研究所での会話をあの手この手で盗聴し、出発した丹平たちの後を追跡、木江田博士からダイナモンドの場所を聞き出そうと狙う。丹平たちと博士が再会した3クール目以降は、ダイナモンド探しの話が中心となるが、第36話や第46話などの様に、丹平たちがダイナモンド探しとは別の目的で時間旅行をし、それを盗聴した三悪が「その場所にダイナモンドが有る」と速断して後を追うという展開も時々行われた。
当初は2クール全26話を予定。平均視聴率19.0%、最高視聴率26.3%（タツノコプロが所有する資料による）と好評を博し、まず2クール、その後さらに1クール延長され、最終的な放送期間は全5クール（全61話）となった。当初の目的の一つだった木江田博士と中盤で再会するのはその名残である。またこの好評ぶりにより、本作品の終了後も「タイムボカンシリーズ」として、基本的な設定やコンセプトを共有した作品群が世に送り出されていくこととなる。

## ストーリー
ある日のこと、科学者・木江田博士は自ら開発したカブトムシ型タイムマシン「タイムボカン」の試運転に出かけたが、程なくして帰ってきたのはオウムのペラ助と世界最高級の宝石「ダイナモンド」だけで木江田博士の姿はどこにも無く、行方不明となってしまう。博士の孫娘・淳子と博士の助手の丹平はコンビを組み、どこかの時代に消えてしまった博士をタイムトラベルしながら探すことを決意する。一方博士をスパイしていた悪玉トリオ・マージョ一味は博士のいるところにダイナモンドが存在すると睨み、タイムボカンを追いかけ、妨害するのだった。
その後、木江田博士は現代に帰還し丹平たちと再会する（第27話）。それ以降は、悪玉トリオのダイナモンド入手の阻止や、ペラ助の故郷探しなどの旅をする。

## 登場キャラクター

### 善玉キャラクター
丹平（）
声 - 太田淑子
本作品の主人公。木江田博士の助手として働く少年。中学1年生の13歳。メカに強く、運動神経も抜群であり、博学多才で歴史にも強い。勇敢な熱血漢で純真だが、美少女に弱く、少しおっちょこちょい。淳子、チョロ坊、ペラ助からは「丹平ちゃん」と呼ばれている。破損したタイムボカンを修理することができるらしく、台詞の中にもそれを思わせるものがある。グロッキーからも「科学少年」と評されている。また格闘戦にも強く、第13話でワルダー王（アトランティスの独裁者）配下の兵士や、第36話でヒヒ一族の兵士などを、素手で倒したこともある。苦手なのは注射。親兄弟や通学などの様子は描かれていない。
淳子（）
声 - 岡本茉利、横沢啓子（34、35、36話）
本作品のヒロイン。木江田博士の孫娘。小学5年生の10歳。博学多才な大和撫子。祖父思いの優しい娘である。面倒見が良くみんなから慕われている。泣き虫だが芯は強い。子供っぽい丹平を度々諌めつつも彼を信頼している。丹平が他の女性に興味を示す度に不機嫌になるが、自身も一度だけ第52話で王子様に見とれたことがある。家族は祖父以外は登場せず、小学校に通う様子や丹平以外の交友関係も描かれなかった。また、丹平と共にいつも2つのコブがある独特な形状をしたヘルメットを被りながら、専用のスーツを着ており、最終話まで2人の私服姿は登場しなかった。第27話では歌も披露している。
チョロ坊（）
声 - 桂玲子
丹平が作ったロボット。知能は幼稚園児並み。初めはペラ助を敵対視していたが、次第に仲良くなった。動力源は背中のゼンマイ。ただし、ゼンマイが切れても歩行できなくなるだけで本体は動作可能だが、肝心な時に必ずゼンマイが切れるため、ペラ助並みに丹平や淳子の足を度々引っ張る。体長は低いものの、手足は伸縮可能で、口吻部はガスバーナーになっている。
木江田博士（）
声 - 槐柳二
淳子の祖父。60歳。世界的な科学者でタイムボカンの試運転に出かけた際にペラ助にタイムボカンを奪われてしまい、第27話で生還するまで消息不明だった。帰還後は丹平たちと冒険に同行し、ダイナモンドを追うものの、時々ダイナモンド調査を丹平たちに任せて留守番したり高齢を理由に置いてけぼりを食らったりすることもある。友人に友田博士（声 - 肝付兼太〈14話〉→池田勝〈5話 - 〉）がいる。
ペラ助（）
声 - 滝口順平
オウムで語尾は「だペッチャ」。博士の消息を知る唯一の存在だが、いい加減な証言が多い。唯一怖いのは妻のオタケさんで、妻から逃げたい一心でメカブトンを奪った。しかも、かなり食いしん坊であり、シュークリームが大好物。とにかく自由になりたい、もしくは料理を食べたいだけという、とんでもない理由で嘘の証言をして、丹平たちに無駄足を踏ませるほど引っかき回す。後半は一転おタケさんに会いたがるようになり、木江田博士発見後は丹平たちはペラ助の故郷探しに協力することになる。また、マージョ屋敷に潜入し、マージョ一味がダイナモンド探しに出ようとする一部始終を見聞きして丹平たちに知らせることがよくあった。
オタケさん
声 - 遠藤晴
オウムでペラ助の妻。いつも夫のペラ助をこき使って楽をしていたが、内心は夫を愛している。ペラ助がいなくなった後は博士と共に共同生活をしていた。
現代にも容姿が同じオウム（声 - 太田淑子）が登場している。

### 悪玉キャラクター
マージョ
声 - 小原乃梨子
悪玉トリオの女ボス。30歳。容姿端麗でスタイル抜群。後のシリーズの同ポジションのキャラクターと違い、仮面の類は着用せず常に素顔である。色っぽく、男などを騙し続ける。ダイナモンドの独占を最優先しており、そのためならいかなる手段も選ばず、とりわけ丹平たちに対しては殺意さえ持っているなど、後のシリーズにおける女ボスよりも若干過激な性格。嫌いなものはヘビ、お化け、ジェットコースター、ネズミ。髪の色は金髪で、腰までかかるロングヘアー。丹平たちと同じく2つの大きな隆起のついたフードを着用している。第13話からはペラ助からダイナモンドのありかを聞き出すためのスパイとして雌のオウムのミミ（声 - 桂玲子）を飼っていたこともある。第18話ではワルジョ（声 - 京田尚子）と言う先祖も登場している。
自分の障害となる人物をロケットで放逐したり、第3話では陰謀がばれた悔しさに、南フランスの村人を鹿メカで攻撃したり、第27話では後のタイムボカン2号となる「ドタバッタン」の元来の所有者である昆虫人をアルマジロメカの光線で3体射殺するなどしている。しかし、根は純真でお茶目。
最終話ではダイナモンドが空気に触れて変質しただの石になってしまったのを見て「こんな物にあたしの全財産を使っちゃったんだよ!!」と怒り狂い、腹いせに丹平たちに最終決戦を挑むも敗れ去り、その後はショックで放心状態になり、その日の夜に、一味はどこへともなく姿をくらました。
グロッキー
声 - 八奈見乗児
マージョの手下。25歳。木江田博士の所で筆頭の助手として働いていたが、実はマージョの命令によりタイムマシンのノウハウを盗むためにスパイをしていた。一味の元に戻った後はメカの開発を担当する。元筆頭助手だっただけに天才的なメカの技術力を持つが、完成したメカはどこか作りが甘く、それが原因で敗北することも多い。一人称は主に「私」だが、まれに「俺」になることがある。逆三角形型の輪郭に足先の長い靴のような赤っ鼻と大きな出っ歯がトレードマークでワルサーからは「ヒゲらっきょう」と呼ばれたことがある。この容姿の特徴は後のタイムボカンシリーズの三悪の頭脳系キャラクター全般に、おおよそは受け継がれている。ヘルメットの下は一本だけ毛が生えており、先にリボンを結んでいる。ボタンを押すときの台詞は「ブチュッと」。
無類の女子高生好きだが、本心ではマージョと結婚したいと思っており、一味に入った理由もマージョに一目惚れしたからである。そのため基本的にマージョには頭が上がらないが、メカ戦で敗れるたびに八つ当たりされるため、わずかながら反感を持っている。
ワルサー
声 - 立壁和也
マージョの手下。35歳。語尾に「〜まんねん」と付けるなど関西弁風の台詞を使う。一味では持ち前の馬鹿力を生かし、善玉との肉弾戦や力仕事を担当。外見とは裏腹にヘビやお化けを怖がったりする一面もある。
トンズラーなど後年の歴代三悪における怪力系キャラクターの礎はこの時点ですでにほぼ完成されている。また、メカの操縦にも積極的に関わる。グロッキーとともに極端な猫背。ヘルメットの下はスキンヘッド。

### その他のキャラクター
ナレーター
声 - 富山敬
後のシリーズでのスタンダードスタイルは確立されておらず、「みんな、○○は知ってるかな?」「来週も丹平君たちを応援してね!」などのフレンドリーな語りとなっている。また、富山は劇中のゲストキャラクターの声も演じていた。

## 登場メカ

### 善玉
タイムボカン（タイムメカブトン／タイムドタバッタン／タイムクワガッタン）
昆虫を模したデザインのタイムマシンメカ群。第1話で丹平が「タイムボカンはメカブトン、ヤゴマリン、テントウキの3機から成る」と説明していた通り、メインとなる大型（母艦）メカの中に2機の小型（機動）メカが搭載されたスタイルが基本である。タイムメカブトンとタイムクワガッタンは木江田博士が作り上げた。タイムドタバッタンは過去の人間界を征服するために来襲した昆虫人たちが乗っていたメカを改良したものである。
物語前半はメカブトン1機だけだったが、木江田博士帰還後にはドタバッタンと、木江田博士が新たに建造したクワガッタンの3機の中から目的地により、最適なメカをコンピューターが自動的に選択して出動するようになった。
タイムメカブトン（タイムボカンI）
カブトムシ（雄）型メカ。ボディーは青色。ツノの先は回転させることが可能で、ドリル状に使用して地中を掘り進める。他の二機とは異なり足の類は無く、通常は機体下部から展開する車輪によって地上を移動する。飛行時にはオープニングの1シーンにも見られる通り車輪を機内に収納後、本物のカブトムシの様に前翅を展開し、羽の下の本体より翼を出して飛行する。背中にはテントウムシ型の小型飛行機・テントウキ、腹部にはヤゴ型の小型水中探索機・ヤゴマリンが搭載されている。時間移動の際のエフェクトは上下に波打ちながらの前進。
製造直後はコクピットを含めた機内全体が重力異常状態に陥ってしまい、乗員及び搭載物に強烈なGがかかる上機内を無軌道に移動させられることになった。これはオープニングで毎回の様に描かれたので非常に印象強い。木江田博士の帰還後に機体が整備されると共に重力異常状態が改善されたらしく、この様な描写は無くなっていった。動力源は後部エンジンユニットに搭載される巨大乾電池状のエネルギーパック2本らしい。主な武装は回転させた角と角の基部から発射するミサイルなどがある。戦闘では主に羽と角が破壊されることが多い。
搭載機であるテントウキは、機体の下から円筒形のパーツを展開、その基部に備え付けられた車輪によって陸上走行もできる。その他、羽の星の部分からマニピュレーターをはじめとする様々な道具、あるいは武装を展開することができ、本作品と同じくタツノコプロ制作のアニメである『ガッチャマン』における、G-4号のような玉手箱メカ（『ガッチャマン』の企画書の記述より）振りを発揮した。テントウキは同番組の前身企画における主役機「タンマータンク」のデザインを流用したもの。母艦であるメカブトンの登場回数が多いこともあり、各機に搭載されたメカの中でも活躍度は随一。オープニングにて単体でのタイムワープが可能なような描写があったが、作中ではそのような機能はないとされた。
メカブトンの呼称は作品中ではほとんど使用されず、単に「タイムボカン」や「タイムボカンI」と呼ばれることが多かった。
タイムドタバッタン（タイムボカンII）
ショウリョウバッタ型のメカ。ボディーは緑色。第27話で木江田博士をさらった昆虫人が現代に残した（昆虫人はマージョ一味の攻撃で全員死亡）タイムマシンを博士が改良し、第29話よりタイムボカンメカ2号として使用した。飛行する際には足を後ろに伸ばす。主な武装として、頭部に当たる部分から発射するレーザー砲を装備している。
シャクトリムシ型の小型偵察機・シャクトリン、ホタル型の小型作業用ヘリ・ヘリボタルが搭載されている。時間移動の際のエフェクトは横回転(前期OPでのテントウキのエフェクトパターンと同じ)。
物語後半では数多く使用され、最終話で使用されたマシンもドタバッタンだった。
戦闘においては脚部が必ずと言っていいほど敵のターゲットにされ、破壊された。ただし本体腹部にはキャタピラが内蔵されており、脚が折れても移動に支障は無い。
第51話では宇宙（月）に飛行したこともあり、その際はブースターとしてドタバッタンの本体上部に装着された、ドタバッタンと全長がほぼ同じ小型ロケット（木江田博士によると「サターン」という名前）を補助的な動力として、博士の屋敷の窓面を半開にした部分から宇宙空間まで飛び出していき、適度なところで切り離してからタイムトラベルに入った。
宇宙空間でのタイムトラベルは通常のタイムトラベルに比べて大変なことが多いらしく、メカブトン初期のようなことにはならなかったが、若干の重力異常（丹平曰く「いつもよりすごい振動」）と思しき状態になっている。
マージョには「タイムドッタリバッタリ」と呼ばれている。
タイムクワガッタン（タイムボカンIII）
クワガタムシ（雄）型のメカ。ボディーは赤茶色。現代に帰還した木江田博士が製作した。第29話で配備され、第33話で初出動した。ドタバッタンのような脚を持ち、脚先にはメカブトンのように車輪も搭載している。飛行時には前翅が展開し、竹とんぼ状のローターを持つ大型ヘリコプターとなる。ハチ型の小型偵察メカ・ビーチクリン、ダンゴムシ型の小型地上進行用メカ・ダンゴロリンが搭載されている。時間移動の際のエフェクトはメカブトンと同じ上下波打ち型だが長い後肢のせいで前後回転に錯視されることがある。
ナレーターも「パワーが強い」と言及しており、仕様からも分かる通り、他のタイムボカンのノウハウが全て注ぎ込まれた高性能メカのはずだが、移動の要である四肢とプロペラが貧弱であり、戦闘ではよく破壊される。戦闘では巨大な顎を武器として使用しており、マージョ一味に逆襲する際にもこの顎によって何度も窮地を脱した。
回を追うにつれてクラッシュが激しくなったメカブトンやドタバッタンよりも外部の損傷が少ない。
竹とんぼを模しているからか、ローターは前翅が展開した一つしかないが、後部に噴射ノズルがあるので飛行できる。
マージョからは「クワガッタッタンコン」「クワバッタリ」、ワルサーからは「クワガタリンコンコン」「クワベッタラヅケ」と間違われ、ナレーターまで「タイムクワガタガタリ…いや失礼」（第59話）と間違われるようになる。

### 悪玉
タイムガイコッツ
グロッキーが木江田博士の所から盗んだタイムボカンのデータを基に作られた。このメカは毎回、巨大メカニマルである悪玉メカの頭部になっていた。
メカニマルが破壊された後、タイムガイコッツがエゼクションポッドとしての役割を果たす。次作『ヤッターマン』以降のメカニックデザイナーである大河原邦男が後にデザインした『機動戦士ガンダム』のコア・ファイターのルーツとのこと。
コクピットの座席配置は2座パラレルで、マージョはその後ろにソファを置いて寝そべっている。耳の部分が巨大タイヤになっており、顎下にも車輪があるので、これ単独でも走行できる。
毎回メカニマルの爆発に晒されながら、最終話で爆発の衝撃でマージョ屋敷に直撃して真っ二つになるまで、実に60回も爆発に耐えている。
ガイコッツは悪玉メカの通称であると共に、その爆発後に残る骨型のメカの名前でもある。また、第12話や最終回などでグロッキーやワルサー（稀にマージョも）がタイムボカンに止めを刺そうとする場面で「今度（来週もしくは次回）から『タイムガイコッツ』」と言う場面がある。
メカニマル
悪玉トリオが使用する巨大メカ。基本的に生物をモチーフにしているが、鬼やオロチや河童などの架空の生物をモチーフにしたものも登場した。三悪のシンボルであるドクロマークは後続のシリーズ作品にも踏襲され、本作品では白いものが使用された。
破壊された直後にタイムガイコッツを頭部とした骨格が残る。
ドクロファンファーレ
グロッキーの「今週のハイライト!」という叫び声に反応して現れるメカで、初登場は第18話。3体1組で登場し、ファンファーレを鳴らして3人の気分を盛り上げる。なお、第16話ではおもちゃの兵隊のようなコックピットメカがファンファーレを鳴らしていた。また、第33話ではラッパでなく笛を吹くコックピットメカが登場した。故障のためメカが登場しないこともあり、その際はグロッキーがファンファーレを代行した。
今週のハイライト
毎週メカ戦の決め手として、タイムボカンにとどめを刺すべく繰り出される兵器や作戦。初登場は第5話。丹平たちの爆殺を謀るも必ず失敗してガイコッツメカの自爆につながる。
やられ方は、タイムボカンに搭載されているメカや、ボカン自身によって兵器を返されて爆発するのが定番だが、第38話のカエルメカ（オタマジャクシ爆弾が口につかえて自爆）などのように、ボカンが何もやらずに自爆することもまれにある。また第54話では、オケラメカの発射したミサイルを返して爆破と思いきや、オケラメカは脱皮して地底を移動し、空中から第2のミサイルを投下した2段作戦だったが、地底王族の念力で返されて爆発。そして第60話では、「爆弾を使うと我々が爆発する」という理由で、ペリカンメカに搭載した速乾性コンクリートをドタバッタンにぶちまけるが、ドタバッタンの足蹴りでペリカンメカに降りかかり、結局「脱出」という理由で自爆するという、様々なパターンがあった。
さらに中盤以降、とどめのボタンを押した者にマージョが八つ当たりするようになることが多くなったため、じゃんけんやうどんの早食いなどで誰が押すかを決めることをするようになる。しかしマージョやワルサーが押すことになってもグロッキーに押させたり、仮に押して爆発しても、「製作者」という責任でグロッキーが八つ当たりされることが多い。またその「グロッキーへの八つ当たり」も、当初は蹴り飛ばす程度だったが、第46話では口や鼻や耳に火のついた花火を押し込んだり（この回のハイライトが花火入り爆弾だったため）、第56話では饅頭を口の中に押し込んだり（戦勝祝いにと皆で饅頭を食べていたら爆発したため）と、次第にエスカレートしていった。
このコンセプトは本作品と同様に善玉を爆殺しようとしている『タイムパトロール隊オタスケマン』の「今週の山場」に引き継がれている。

## 用語
ダイナモンド
本作品のキーアイテムであるダイナモンド（Dynamond）は、「宇宙一高価で、ウラン以上の爆発力を秘める宝石」とされている。また、dyna-は「力」を意味する接頭語でもある。常にカットされた状態で登場しており、原石では出てこない。
第25話においてマージョ一味はダイナモンドを利用したダイナモンド光線銃で、シャーウッドの森を一瞬にして大爆発させている。そんな力を秘めたダイナモンドだが、正体は隕石。しかも空気に触れることで力を失ってただの石になっていく弱点があり、最終話で探し当てたダイナモンドも、長年の空気との接触でただの石になってしまった。
しかも、そのダイナモンドの所在地（つまりペラ助の故郷にして、かつて木江田博士がいた場所）は、最終話でジェットコースターや人工火山などが存在する「遊園地」、それも現代の、木江田研究所とマージョ屋敷の間にあったことが判明する。この「キーアイテムは意外な所に存在する」などの、いわゆる「どんでん返し」の要素は、その後のシリーズ作品にも受け継がれることとなる。
最終話のサブタイトルは正しくは「ダイナモンドを発見だペッチャ」だが、本放送時の番組表では「ダイヤモンドを発見だペッチャ」と誤植されていた。

## スタッフ
- 製作 - 吉田竜夫
- 企画 - 鳥海尽三、酒井あきよし、柳川茂
- 原作 - タツノコプロ企画室
- 音楽 - 山本正之
- 協力 - 魔人社音楽工房
- 総監督 - 笹川ひろし
- 連載 - 小学館学習雑誌
- プロデューサー - 柴田勝、永井昌嗣
- 美術監督・メカニックデザイン - 中村光毅
- キャラクターデザイン - 天野嘉孝
- 美術担当 - 岡田和夫、野々宮恒男
- スキ・アニメート - 東洋現像所ビデオセンター
- 背景 - スタジオビッグ、マスコット、スタジオノア
- 仕上 - スタジオコルミ、シャフト、ヤマトプロ、スタジオオニオン、竜仕上センター
- 特殊効果 - 浅沼清良、田中豊、佐藤広明、永野知枝子
- 撮影 - 緒方プロダクション、アートスタジオ、珊瑚礁、平山昭夫、小西一広、結束義博、橋本和典、倉本和人、太田孝二、中野信也、横山幸太郎、伊井雅之
- 進行 - 中島忠二、嘉義良隆、小林正典、児玉八郎、石田昌久、小笠原誠紀、高野日出夫、細谷満、高野和男、徳永竜雄
- 制作協力 - アニメルーム、トップクラフト
- 録音ディレクター - 鳥海俊材、水本完
- 録音 - 高橋久義
- 効果 - 加藤昭二（イシダサウンドプロ）
- 現像 - 東洋現像所
- 編集 - 谷口肇、戸田礼子、古川順康
- 制作担当 - 横尾潔、鎌田正治（竜の子プロ）（第45話 - ）、内間稔、大野実（読広）
- 制作 - フジテレビ、タツノコプロ

制作の部分において「フジテレビ タツノコプロ」とクレジットされたのはエンディングのみで、オープニングは「タツノコプロ」のみのクレジットだった。（制作局がクレジットされなかったのは、タイムボカンシリーズにおいて本作品のみ）。そのクレジットの仕方は、タツノコマークが吐き出した物が「タツノコプロ」のロゴになるというもので、この演出は『新造人間キャシャーン』の前期OPや『アクビガール』でも使われていた。

## 主題歌
オープニングテーマ「タイムボカンの歌」
作詞・作曲 - 山本正之 / 編曲 - 市久 / 歌 - 山本まさゆき、サカモト児童合唱団
オープニング映像は前期版と後期版の2種類が存在する。前期版でのテントウキが単独で時間移動を行うスキャニメイト映像、ガイコッツを操縦するワルサーを中心としたマージョ一味の映像、ペラ助が一匹で逃げる映像が、後期版ではドタバッタンとクワガッタンが時間移動を行うシーンに差し替えられた。2004年に発売されたDVDシリーズでは、オープニングの変更時期が不明であるとして全話のオープニングが後期版に統一され、前期版は最終巻の映像特典として収録された。また、前期版オープニングの中でも最初期に使用されたものではBメロからサビ（Aメロ）に戻る箇所の歌詞が誤記されているバージョンが存在する。2017年キッズステーションで放送された際には原典通りに放送されている。
エンディングテーマ「それゆけガイコッツ」（第1話 - 第60話）
作詞・作曲 - 山本正之 / 編曲 - 市久 / 歌 - ロイヤルナイツ
番組内では三悪が何度かこの替え歌を歌い、さらに第38話では鬼ヶ島の鬼たち、第41話では竜宮城の魚たちがこの替え歌を歌っていた。また『逆転イッパツマン』第26話でも、鬼ヶ島の鬼たちが替え歌（前の物とは違う歌詞）を歌っていた。2011年にトヨタのシエンタCMで、替え歌をはいだしょうこが歌っていた。
オープニング・エンディングテーマは締め切りの会議の2時間前に完成した。
エンディングテーマ「天才ドロンボー（インストゥルメンタル版）」（第61話）
作詞・作曲 - 山本正之 / 編曲 - 神保正明
最終回のみの特別版エンディング。この曲に合わせて次番組『ヤッターマン』第1話のハイライトシーンの映像が流れ、三悪が会話をしながら『ヤッターマン』の宣伝をする演出がなされた。再放送時やビデオソフト化時には、映像ごと別話数のエンディングに差し替えられる場合や、音声のみ通常版エンディングの『それゆけガイコッツ』に差し替えられる場合があったが、DVD版では本放送時の状態で収録されている。
挿入歌
「チュク・チュク・チャン」
作詞・作曲 - 山本正之 / 編曲 - 市久 / 歌 - 山本まさゆき、サカモト児童合唱団
第13話で初使用、その後何度か戦闘シーンで使用している。
「ペラ助のぼやき節」（第9話）
作詞 - 小山高男 / 作曲 - 山本正之 / 編曲 - 市久 / 歌 - 滝口順平
「花ごよみ」
作詞・作曲 - 山本正之 / 編曲 - 市久 / 歌 - 太田淑子、岡本茉利
LP版『タイムボカン』でのみ使用された。
「うしろすがた」（第27話）
作詞・作曲 - 山本正之 / 編曲 - 市久 / 歌 - 岡本茉利

## 各話リスト
| 話数                                                                 | 放送日         | サブタイトル                       | 脚本       | 演出                | 作画監督       | 登場メカ         |
| -------------------------------------------------------------------- | -------------- | ---------------------------------- | ---------- | ------------------- | -------------- | ---------------- |
| 第1話                                                                | 1975年 10月4日 | 発進！タイムボカンだペッチャ       | 鳥海尽三   | 笹川ひろし          | 田中英二       | メカゴリラ       |
| 第2話                                                                | 10月11日       | ギリシアのズッコケ戦争だペッチャ   | 滝三朗     | 布川郁司            | 田中英二       | メカ戦車         |
| 第3話                                                                | 10月18日       | 恐怖の魔女狩りだペッチャ           | 吉田喜昭   | 岡本良雄 佐々木皓一 | 窪秀己         | 鹿メカ           |
| 第4話                                                                | 10月25日       | へんてこ西遊記だペッチャ           | 滝三朗     | 秦泉寺博            | 飯野皓         | 一角魔王メカ     |
| 第5話                                                                | 11月1日        | 原始人はやさしいペッチャ           | 山本優     | 笹川ひろし          | 田中英二       | メカマンモス     |
| 第6話                                                                | 11月8日        | 海賊はオウムが好きだペッチャ       | 小山高男   | 岡本良雄 布川郁司   | 田中英二       | メカクジラ       |
| 第7話                                                                | 11月15日       | 合図はひらけゴマだペッチャ         | 山本優     | 秦泉寺博            | 田中英二       | 怪鳥メカ         |
| 第8話                                                                | 11月22日       | 大登場！ジンギスカンだペッチャ     | 堀田史門   | 山田勝久            | 窪秀己         | 馬メカ           |
| 第9話                                                                | 11月29日       | 西部の大決闘だペッチャ             | 山本優     | 布川郁司            | 田中英二       | バッファローメカ |
| 第10話                                                               | 12月6日        | かっこいい忍者だペッチャ           | 吉田喜昭   | 秦泉寺博            | 田中英二       | メカムササビ     |
| 第11話                                                               | 12月13日       | インカの宝みつけたペッチャ         | 山本優     | 布川郁司            | 飯野皓         | メカコンドル     |
| 第12話                                                               | 12月20日       | モナリザの秘密だペッチャ           | 桜井正明   | 案納正美 布川郁司   | 田中英二       | 白鳥メカ         |
| 第13話                                                               | 12月27日       | 大沈没！アトランティスだペッチャ   | 伊東恒久   | 岡本良雄 秦泉寺博   | 田中英二       | 海亀メカ         |
| 第14話                                                               | 1976年 1月3日  | ドラキュラが出たペッチャ           | 山本優     | 布川郁司            | 田中英二       | メカコウモリ     |
| 第15話                                                               | 1月10日        | 打ち出の小づちを振るペッチャ       | 滝三朗     | 西牧秀雄            |                | メカ鬼           |
| 第16話                                                               | 1月17日        | ズッコケ！ライト兄弟だペッチャ     | 山崎晴哉   | 秦泉寺博            | フグメカ       |                  |
| 第17話                                                               | 1月24日        | ドロロン！五右衛門だペッチャ       | 久保田圭司 | 案納正美 秦泉寺博   | 田中英二       | メカキャット     |
| 第18話                                                               | 1月31日        | 急げ！白雪姫があぶないペッチャ     | 山本優     | 秦泉寺博            | 田中英二       | ブタメカ         |
| 第19話                                                               | 2月7日         | 1000年後のロボット国だペッチャ     | 山本優     | 布川郁司            | 田中英二       | カメレオンメカ   |
| 第20話                                                               | 2月14日        | イワンはウソをいわないペッチャ     | 山野博     | 案納正美 布川郁司   | 田中英二       | トラメカ         |
| 第21話                                                               | 2月21日        | そこのけ！ドン・キホーテだペッチャ | 柳川茂     | 案納正美 布川郁司   |                | メカライオン     |
| 第22話                                                               | 2月28日        | ピノキオの大冒険だペッチャ         | 山本優     | 秦泉寺博            | サメメカ       |                  |
| 第23話                                                               | 3月6日         | 黄門さまはステキだペッチャ         | 吉田喜昭   | 案納正美 笹川ひろし | モグラメカ     |                  |
| 第24話                                                               | 3月13日        | 牛若丸と弁慶の大決闘だペッチャ     | 滝三朗     | 佐々木皓一          | 窪秀己         | メカイカ         |
| 第25話                                                               | 3月20日        | 出たぞ！ロビン・フッドだペッチャ   | 金子裕     | 布川郁司            | 田中英二       | カバメカ         |
| 第26話                                                               | 3月27日        | それ行けやれ行け宝島だペッチャ     | 山本優     | 秦泉寺博            | 田中英二       | アシカメカ       |
| 第27話                                                               | 4月3日         | 木江田博士を発見だペッチャ         | 滝三朗     | 案納正美 布川ゆうじ | 田中英二       | アルマジロメカ   |
| 第28話                                                               | 4月10日        | ジャックと豆の木大騒動だペッチャ   | 山本優     | 山田勝久            | 窪秀己         | タヌキメカ       |
| 第29話                                                               | 4月17日        | 枯木に花を咲かせるペッチャ         | 吉川惣司   | 布川ゆうじ          | 田中英二       | コマイヌメカ     |
| 第30話                                                               | 4月24日        | 赤頭巾ちゃん気をつけてだペッチャ   | 山本優     | 秦泉寺博            | 田中英二       | バクメカ         |
| 第31話                                                               | 5月1日         | 夢見るシンデレラ姫だペッチャ       | 伊東恒久   | 佐々木皓一          | 窪秀己         | クマメカ         |
| （この間、第10話を再放送）                                           |                |                                    |            |                     |                |                  |
| 第32話                                                               | 5月15日        | 未来の象さんを守ろうペッチャ       | 吉川惣司   | 案納正美 笹川ひろし |                | ネズミメカ       |
| 第33話                                                               | 5月22日        | ビックリ！天女は宇宙人だペッチャ   | 伊東恒久   | 真下耕一 植田秀仁   | メカコブラ     |                  |
| 第34話                                                               | 5月29日        | 突撃！ヤマタのオロチだペッチャ     | 山本優     | 山田勝久            | 窪秀己         | メカオロチ       |
| 第35話                                                               | 6月5日         | フランケン！がまんだペッチャ       | 吉川惣司   | 布川ゆうじ          | 田中英二       | カラスメカ       |
| 第36話                                                               | 6月12日        | 未来はヒヒの国だペッチャ           | 山本優     | 真下耕一            | 田中英二       | ダチョウメカ     |
| 第37話                                                               | 6月19日        | 王様は裸だペッチャ                 | 山本優     | 佐々木皓一          | 窪秀己         | メカタコ         |
| 第38話                                                               | 6月26日        | 桃太郎の鬼退治だペッチャ           | 伊東恒久   | 布川ゆうじ          |                | カエルメカ       |
| 第39話                                                               | 7月3日         | ハメルンの笛吹きだペッチャ         | 吉川惣司   | 真下耕一 植田秀仁   | 田中英二       | メカザル         |
| 第40話                                                               | 7月10日        | 鶴の恩返しだペッチャ               | 伊東恒久   | 秦泉寺博 植田秀仁   |                | メカガッパ       |
| 第41話                                                               | 7月17日        | 竜宮は最高だペッチャ               | 滝三朗     | 西久保瑞穂          | 田中英二       | カニメカ         |
| 第42話                                                               | 7月24日        | アパッチ谷の秘密だペッチャ         | 山本優     | 佐々木皓一          | 窪秀己         | ワニメカ         |
| （この間の3週は「夏休み傑作集」と題し、過去放送の中から3本を再放送） |                |                                    |            |                     |                |                  |
| 第43話                                                               | 8月21日        | かぐや姫は美人だペッチャ           | 滝三朗     | 布川ゆうじ          | 田中英二       | キツネメカ       |
| 第44話                                                               | 8月28日        | サルカニ合戦だペッチャ             | 佐藤和男   | 布川ゆうじ          | 田中英二       | スカンクメカ     |
| 第45話                                                               | 9月4日         | ジキル博士のナゾだペッチャ         | 平和元     | 真下耕一 大貫信夫   |                | フクロウメカ     |
| 第46話                                                               | 9月11日        | マッチ売りの少女だペッチャ         | 山本優     | 植田秀仁            | ペンギンメカ   |                  |
| 第47話                                                               | 9月18日        | アラジンと魔法のランプだペッチャ   | 山本優     | 真下耕一            | 窪秀己         | ラクダメカ       |
| 第48話                                                               | 9月25日        | 足柄山の金太郎だペッチャ           | 吉川惣司   | 大貫信夫 布川ゆうじ |                | イノシシメカ     |
| 第49話                                                               | 10月2日        | 海さち山さち仲直りだペッチャ       | 山本優     | 布川郁司            | 田中英二       | ロバメカ         |
| 第50話                                                               | 10月9日        | 赤い靴は悲しいペッチャ             | 山本優     | 布川郁司            | 田中享         | ゼブラメカ       |
| 第51話                                                               | 10月16日       | 月の世界はステキだペッチャ         | 佐藤和男   | 真下耕一 植田秀仁   |                | ウサギメカ       |
| 第52話                                                               | 10月23日       | 人魚姫を助けるペッチャ             | 伊東恒久   | 布川郁司 植田秀仁   | 田中英二       | エイメカ         |
| 第53話                                                               | 10月30日       | 透明人間はつらいよペッチャ         | 吉川惣司   | 布川ゆうじ          | みぶおさむ     | カタツムリメカ   |
| 第54話                                                               | 11月6日        | 地底王国のナゾだペッチャ           | 山本優     | 植田秀仁            |                | オケラメカ       |
| 第55話                                                               | 11月13日       | ピラミッドをつくるペッチャ         | 伊東恒久   | 真下耕一 大貫信夫   | カンガルーメカ |                  |
| 第56話                                                               | 11月20日       | イースター島の巨人騒動だペッチャ   | 山本優     | 布川ゆうじ          | オウムメカ     |                  |
| 第57話                                                               | 11月27日       | ぶどう畑の宝だペッチャ             | 佐藤和男   | 秦泉寺博            | 水村十司       | ナマケモノメカ   |
| 第58話                                                               | 12月4日        | 雀のお宿はどこだペッチャ           | 石井喜一   | 植田秀仁            |                | パンダメカ       |
| 第59話                                                               | 12月11日       | ぼくたちガリバーになったペッチャ   | 滝三朗     | 真下耕一            | みぶおさむ     | 恐竜メカ         |
| 第60話                                                               | 12月18日       | シンドバットのロマンだペッチャ     | 平和元     | 秦泉寺博            | 水村十司       | ペリカンメカ     |
| 第61話                                                               | 12月25日       | ダイナモンドを発見だペッチャ       | 滝三朗     | 布川郁司            |                | サイメカ         |

## 放送局
系列は当時の系列。
| 放送対象地域  | 放送局         | 系列                                        | 放送時間                                                                      | 備考                  |
| ------------- | -------------- | ------------------------------------------- | ----------------------------------------------------------------------------- | --------------------- |
| 関東広域圏    | フジテレビ     | フジテレビ系列                              | 土曜 18:30 - 19:00                                                            | 制作局                |
| 北海道        | 北海道文化放送 | フジテレビ系列                              | 土曜 18:30 - 19:00                                                            | [ 12 ]                |
| 宮城県        | 仙台放送       | フジテレビ系列                              | 土曜 18:30 - 19:00                                                            | [ 13 ]                |
| 静岡県        | テレビ静岡     | フジテレビ系列                              | 土曜 18:30 - 19:00                                                            | [ 14 ]                |
| 富山県        | 富山テレビ     | フジテレビ系列                              | 土曜 18:30 - 19:00                                                            | [ 15 ] [ 16 ]         |
| 福井県        | 福井テレビ     | フジテレビ系列                              | 土曜 18:30 - 19:00                                                            | [ 15 ]                |
| 中京広域圏    | 東海テレビ     | フジテレビ系列                              | 土曜 18:30 - 19:00                                                            |                       |
| 近畿広域圏    | 関西テレビ     | フジテレビ系列                              | 土曜 18:30 - 19:00                                                            |                       |
| 島根県 鳥取県 | 山陰中央テレビ | フジテレビ系列                              | 土曜 18:30 - 19:00                                                            |                       |
| 広島県        | テレビ新広島   | フジテレビ系列                              | 土曜 18:30 - 19:00                                                            |                       |
| 福岡県        | テレビ西日本   | フジテレビ系列                              | 土曜 18:30 - 19:00                                                            | [ 17 ]                |
| 長崎県        | テレビ長崎     | フジテレビ系列 日本テレビ系列               | 土曜 18:30 - 19:00                                                            | [ 17 ]                |
| 宮崎県        | テレビ宮崎     | フジテレビ系列 NETテレビ系列                | 土曜 18:30 - 19:00                                                            | [ 18 ]                |
| 沖縄県        | 沖縄テレビ     | フジテレビ系列                              | 土曜 18:30 - 19:00                                                            |                       |
| 青森県        | 青森テレビ     | TBS系列                                     | 月曜 18:00 - 18:30                                                            |                       |
| 岩手県        | テレビ岩手     | 日本テレビ系列 NETテレビ系列                | 木曜 18:00 - 18:30（1976年4月8日まで） 金曜 17:30 - 18:00（1976年4月9日から） | [ 注釈 11 ]           |
| 秋田県        | 秋田テレビ     | フジテレビ系列                              | 金曜 17:50 - 18:20                                                            |                       |
| 山形県        | 山形テレビ     | フジテレビ系列 NETテレビ系列                | 火曜 19:00 - 19:30                                                            |                       |
| 福島県        | 福島テレビ     | TBS系列 フジテレビ系列                      | 月曜 - 金曜 17:00 - 17:30                                                     | 1978年10月から放送    |
| 新潟県        | 新潟総合テレビ | フジテレビ系列 日本テレビ系列 NETテレビ系列 | 月曜 - 金曜 16:50 - 17:20                                                     | 現・NST新潟総合テレビ |
| 長野県        | 長野放送       | フジテレビ系列                              | 土曜 18:00 - 18:30                                                            | [ 14 ]                |
| 石川県        | 石川テレビ     | フジテレビ系列                              | 土曜 18:00 - 18:30                                                            | [ 15 ]                |
| 岡山県        | テレビ岡山     | フジテレビ系列 NETテレビ系列                | 金曜 18:00 - 18:30                                                            | 現・岡山放送          |
| 高知県        | テレビ高知     | TBS系列                                     | 金曜 18:55 - 19:25                                                            | 1978年に放送          |
| 熊本県        | テレビ熊本     | フジテレビ系列 日本テレビ系列 NETテレビ系列 | 火曜 18:00 - 18:30                                                            | 1976年1月13日開始     |
| 大分県        | 大分放送       | TBS系列                                     | 金曜 18:00 - 18:30                                                            | [ 注釈 13 ]           |
| 鹿児島県      | 鹿児島テレビ   | フジテレビ系列 日本テレビ系列 NETテレビ系列 | 木曜 17:20 - 17:50                                                            |                       |

## 劇場版
1976年3月13日、「東宝チャンピオンまつり ディズニー・フェスティバル」内で、テレビシリーズのブローアップ版が公開された。上映時間は23分。
- 同時上映は次の7作品。
  - ディズニー作品
    - ピーター・パン
    - ミッキーのがんばれ! サーカス
    - ドナルドダックのライオン大騒動
    - チップとデールの怪獣をやっつけろ!
    - ドナルドダックの人喰いサメ

  - 国産作品
    - 勇者ライディーン
    - 元祖天才バカボン

## スキャニメイト
エンディングのクレジットではスキ・アニメ（ート）（Scan Animateの略）と表記される。東洋現像所（現・IMAGICA）に導入された画像を走査線変形する当時の最先端CG。NHKの番組で使用されたのが国内初のテレビ番組使用例とされている。当時の最先端技術ゆえに相当に高価なシステムだったようだが、過去の作品において密接な付き合いのあったタツノコプロは実験の名目でこのエフェクトを安価に使えたという。メカのタイムトラベルシーンなどに使用された。

## 映像ソフト
- VHS
  - タイムボカンシリーズ タイムボカンvol.1（ビクター音泉）

第16話、第18話を収録。
  - 竜の子TVアニメ・シリーズ タイムボカンシリーズ（ポリドール）

1989年5月25日発売。1巻に第1話。3巻に第19話、4巻に第36話を収録。
  - タイムボカン 発進!タイムボカンだペッチャ編（パイオニアLDC）
  - タイムボカン ダイナモンドを発見だペッチャ編（パイオニアLDC）

1998年9月25日発売。それぞれ、第1話 - 第2話、第60話 - 最終話収録。なお最終話のエンディング映像（『ヤッターマン』第1話ハイライトシーン）は不変だが、曲は「それいけガイコッツ」に差し替えられ、三悪の会話はカットされた。
  - タイムボカン プレミアムセレクション（ワーナービジョンジャパン）

1巻（1998年10月25日発売）第5話、第27話収録
2巻（1998年10月25日発売）第33話、第53話収録
- LD
  - タイムボカン パーフェクトコレクション（ポリドール）

1992年12月10日発売。
- DVD
  - タイムボカンDVD-BOX（パイオニアLDC）

BOX1（2002年12月21日）
BOX2（2003年2月21日）
本放送当時の最終話エンディング（曲が「天才ドロンボー」、三悪の会話付き）が初収録されている。
  - タイムボカン ブルーレイBOX（松竹）

2013年10月30日発売。

## LPドラマ版『タイムボカン』
1975年12月21日に発売されたLPドラマ。A面は海賊船を舞台にした「おじいちゃんどこにいるの」、B面は桃太郎をモチーフにした「鬼ヶ島の決斗!!」。脚本は小山高生で、特にA面は同じく小山が脚本を担当した第6話に通じる構成である。またLPドラマとの繋がりはないものの、テレビシリーズでも第38話で同じく桃太郎を題材としたエピソードが制作されている。
タイムボカン用に作曲された主題歌および挿入歌が全て織り込まれているなど、ストーリーだけでなく音楽面にも力が入れられている。また、桃太郎役の声優は主題歌を担当した山本正之であり、同作品が山本の声優デビュー作でもある。脚本の小山もA面において海賊の手下役で一言だけ喋っている。
後にCDとして復刻された他、『ぶたBOX タイムボカンこれっきり』にも収録された。

## 日本国外輸出
各国への輸出例がある。アメリカ合衆国へも輸出されている。その際の英名タイトルは『TIMEFIGHTERS』。その他、欧州各国・韓国・中国(香港を含める)などに輸出されたという。他のタイムボカンシリーズの作品に比べると格段に広い範囲にわたって輸出され、多くの人々に受け入れられたようである。

## その他の作品での登場
- 1981年3月に『東映まんがまつり』内で上映された『タイムパトロール隊オタスケマン アターシャの結婚披露宴!?』で、アターシャの結婚式に『ヤッターマン』のヤッターマンとドロンボー一味、『ゼンダマン』のゼンダマンとアクダマンと共に、本作品より丹平たちとマージョ一味が出席（すべてトンマノマントによる幻影）、劇中ではメカブトンの出撃シーンと、第18話でのブタメカとメカブトンの戦いがインサートされた。
- 1981年放送の『ヤットデタマン』第40話「六周年だよ! 舞台中継」で、観客の歴代善玉・悪玉に、本作品より丹平・淳子・チョロ坊・ペラ助・マージョ一味が登場。
- 1993年に制作されたOVA『タイムボカン王道復古』の第1話では丹平と淳子が「オール3悪メカメカ猛レース」の観客として、レースの参加者としてマージョ一味が登場。搭乗メカはメカゴリラ（ゴリラガイコッツと呼ばれるシーンもある）。終盤、元祖の意地を見せるべく残っていたドロンボー（ヤッターマン）とアクダマン（ゼンダマン）を罠にかけるが、とどめのミサイル発射でいつものように押し付け合いをした挙句、アクダマンチームは脱出に成功し、ようやく発射したミサイルもボヤッキーによって跳ね返されてしまいリタイア。
- 2000年に発売されたプレイステーション用ゲーム『ボカンGoGoGo』ではタイムガイコッツが自機として登場。元祖の意地を見せるため、不思議な力を持った花・シュヤクノザを巡るレースに参加。しかしレース勝利後、シュヤクノザの価値に目が眩み、ドクロベエから奪うも、むやみに摘んだためシュヤクノザを枯らしてしまう。